# Robert Haider
Robert Haider (* 26. März 1914 in Bad Goisern; † 18. März 2004) war der Vater von Jörg Haider. Der zeitlebens bekennende Nationalsozialist  trat 1929 als 15-Jähriger der NSDAP bei und beteiligte sich am Juli-Putsch 1934. In der Zweiten Republik hatte er Einfluss auf die Gründung zweier politischer Parteien, des VdU (1949) und, in größerem Ausmaße, dessen Nachfolgerin, der FPÖ, der Roberts Sohn Jörg Haider von 1986 bis 1999 zu Wahlerfolgen verhelfen sollte. Roberts Tochter, Ursula Haubner, ist ebenfalls FPÖ-Politikerin.

## Leben
Robert Haider wuchs in Bad Goisern als uneheliches Kind der Fleischhauerstochter Theresia Haider (* 9. März 1896; ab 1919 verheiratete Pichler) auf und ging nach der Pflichtschule in eine Schusterlehre. Bereits früh kam er in Kontakt mit der damals sehr kleinen NSDAP und trat ihr 1929 bei, 1930 dann der SA. Ab dem Verbot der NSDAP in Österreich am 13. Juli 1933 wurde er Mitglied der Österreichischen Legion in Bayern (bestehend aus illegalen Nationalsozialisten), die in Österreich Terror- und Sabotageakte ausführte. Er war Beteiligter am Juli-Putsch der Nazis gegen das Ständestaatregime 1934. Nach dem Anschluss im März 1938 wurde er NSDAP-Ortsgruppenleiter in Bad Goisern und Gaujugendverwalter.
Knapp vor Kriegsende 1945 heirateten Robert und Dorothea, geborene Rupp (1918–2016), ebenfalls eine überzeugte Naionalsozilistin. Dorothea kam aus einer großbürgerlichen, deutsch-nationalen Südtiroler Kaufmannsfamilie in Bruneck und war Führerin im Bund Deutscher Mädel. Die Verbindung mit dem mittellosen Robert war von der Brunecker Verwandtschaft anfangs nicht geschätzt, der Eheleute völkische Ausrichtung war die Basis. Nach dem Umbruch 1945 rechnete Haider, den Angaben eines Familienfreundes zufolge, mit der Todesstrafe wegen seiner NS-Beteiligung generell und speziell wegen seiner Rolle beim Mord eines Revierinspektors am 25. Juli 1934. Der Beamte der Entnazifizierungskommission „sei im Zuge der Einvernahme jedoch ‚zur Auffassung gelangt, dass das ein idealistischer Mensch ist‘. Haider und seine Frau wurden als ‚minderbelastet‘ eingestuft.“
Nach Kriegsende war die Familie Haider, im nunmehr sozialdemokratisch dominierten Bad Goisern, geächtet. Robert und Dorothea mussten beide Sühne leisten, Robert hob Massengräber für im KZ Ebensee Ermordete aus. Robert kam nach Kriegsende ins Lager Glasenbach für Nationalsozialisten. Dorothea war örtliche Lehrerin und bekam nach 1945 für einige Jahre Berufsverbot. Beide wurden als „minderbelastet“ eingestuft und durch die österreichische Minderbelastetenamnestie vom April 1948 wieder voll in die Gesellschaft integriert.

## Juli-Putsch 1934 bis Kriegsende
Nach dem fehlgeschlagenen Juli-Putsch am 25. Juli 1934 wollten Haider und seine Kameraden, allesamt junge Männer ohne Familie und Arbeit, nicht aufgeben. In der darauf folgenden Nacht überfielen sie eine österreichische Zollstation an der bayrisch-oberösterreichischen Grenze bei Kollerschlag, hissten eine Hakenkreuzfahne und erschossen einen Revierinspektor, bevor sie nach Bayern flüchteten. In Haiders Gauakt (ÖSTA/AdR, BMI/GA, Zl. 259612) erwähnt er eine „Ehrenhaft“ in der Festung Landsberg, die ihm wohl der Juli-Putsch eingetragen hatte und die aufgrund internationalen Drucks vom NS-Regime auferlegt wurde. Hitler hatte Mitte der 1920er-Jahre nach seinem Putschversuch in München ebendort gesessen.
Nach dem Anschluss tauchte Haider im März 1938 in Linz auf und wurde mit einem Posten des Jugendwalters der Deutschen Arbeitsfront für seine „Kampfzeit“ als illegaler Nationalsozialist bei der Österreichischen Legion belohnt.
Im März 1940 meldete Haider sich schließlich an die Front. Er war dem Infanterie-Regiment 135 zugeteilt, das anfangs wohl 3000 Mann stark war und Teil der 45. Infanteriedivision war. Die 45. Infanteriedivision bestand aus Innviertlern, Mühlviertlern, Ober- und Niederösterreichern und wurde inoffiziell „Hitlers Heimatdivision“ genannt. Zu Beginn des Frankreichfeldzuges stellte sich Gauleiter August Eigruber, ein guter Bekannter Haiders aus der illegalen Zeit, bei der Truppe mit so genannten „Liebesgaben“ ein (906 kg Speck, 6 kg Hartwurst, 80 kg Schweinefleischkonserven, 36 Liter Slibowitz, 152 Liter Kaiserbirnlikör, 64.000 Stück Zigaretten und Mundharmonikas).
Nach dem Frankreichfeldzug, in dem Haiders Regiment auch an die Atlantikküste zur Bewachung Gefangener kam, ging es weiter an die deutsch-sowjetische Grenze. Haiders Division war in der Nacht vor dem Angriff bei Brest-Litowsk, einer Stadt mit einer weitläufigen Festungsanlage, damals an der deutsch-sowjetischen Grenze, in Stellung gegangen. Am Morgen des 22. Juni 1941 kam der Befehl zum Angriff im Rahmen der Operation Barbarossa, des Überfalls und Vernichtungskriegs gegen die Sowjetunion. Er sollte mehr als drei Jahre im Osten kämpfend verbringen, wobei seine Einheit auch an Kriegsverbrechen beteiligt war (Prypjat-Sümpfe, Belagerung Kiews). Er absolvierte den Offizierslehrgang 1943, wurde dann verwundet und war von Oktober bis Dezember 1943 im Lazarett in Brünn.
Im Juni 1944 wurde seine Einheit bei Bobruisk vollständig aufgerieben. Nur tausend, unter ihnen Robert Haider, überlebten, schlugen sich zu den deutschen Linien durch und paradierten am 24. Juli als „armseliges Häuflein“ (Christa Zöchling) durch die Linzer Innenstadt, vom Gauleiter August Eigruber noch einmal auf den „endgültigen Sieg“ eingeschworen. Robert Haider wurde im November 1944 der 190. Infanteriedivision zugeteilt, die im Ruhrkessel vernichtet wurde. Kaum zwei Wochen später, Anfang März 1945, befehligte er schon wieder die „Fallschirmjäger-Kampfgruppe Haider“, wurde verwundet und kämpfte dennoch in den letzten Kriegstagen bei einer Volkssturmeinheit im Böhmerwald.

## Gründung von VdU und FPÖ
Im Internierungslager Glasenbach, in dem belastete Nazis von den Amerikanern angehalten wurden, traf Robert Haider nach Kriegsende 1945 alte NS-Kollegen aus Oberösterreich und knüpfte neue Kontakte: Stefan Schachermeyer, ehemals NS-Gauinspektor in Oberösterreich; Anton Reinthaller, illegaler Nazi, SS-Oberführer, der 1938 in Ministerämter aufstieg; Hermann Foppa und enger Freund der Familie Haider, NS-Reichsratsmitglied, NS-Schulinspektor und Gauschulungs- und Gaupropagandaredner in Oberösterreich; Friedrich Peter, SS-Obersturmbannführer, der Kriegsdienst in einer Mordbrigade versah. Für Historikerin Margit Reiter war diese unfreiwillige Zusammenkunft das Schlüsselerlebnis zur Formierung des Dritten Lagers in der Zweiten Republik.
All diese ehemaligen Illegalen waren an der Gründung des VdU 1949 beteiligt, doch war ihnen auf kurz oder lang der liberale Kurs von Herbert Kraus nicht recht. Nach dem Scheitern des VdU 1955 stand die Gründung einer rechten Partei ohne liberale Ausrichtung im Raum. Dorothea Haider berichtet in ihren Memoiren aus dem Jahr 2009 von einem Treffen am Küchentisch des Haider-Hauses in Bad Goisern:

„Anton Reinthaller und Friedrich Peter waren damals bei uns in Goisern und haben mit meinem Mann [Robert Haider] besprochen, wie sie jetzt weiter vorgehen sollten. Sie sagten: ‚Sollen wir es lassen, sollen wir die Gruppe auflösen oder machen wir es weiter?‘ Da hat mein Mann geantwortet: ,Aufgelöst ist es schnell, aber dann sind wir weg von Fenster.‘ Anton Reinthaller hat meinem Mann zugestimmt und Friedrich Peter schließlich auch. Und da haben sie dann in dieser Ecke an unserem Küchentisch beschlossen, die FPÖ zu gründen. Das ist hier in meiner Küche sozusagen eine historische Ecke.“

## Ehrungen
Im Dritten Reich erhielt Haider folgende Auszeichnungen:
- Verdienstkreuz mit Schwertern
- Eisernes Kreuz II. Klasse
- Medaille Winterschlacht im Osten 1941/42
- Silbernes Verwundetenabzeichen

In der Zweiten Republik erhielt Haider ebenfalls eine Auszeichnung: am 17. November 1997 von Bundespräsident Thomas Klestil das Goldene Ehrenzeichen um Verdienste der Republik Österreich. Die Abgeordnete der Grünen Monika Langthaler brachte 1998 folgende parlamentarische Anfrage ein:

„Im NEWS Nr.2/98 vom 8. Jänner 1998 ist auf Seite 5 zu lesen, dass mit einer Entschließung vom 17. November 1997 Robert Haider, der Vater des derzeitigen Parteiobmannes der FPÖ, durch Bundespräsident Thomas Klestil das ‚Goldene Ehrenzeichen für Verdienste um die Republik Österreich‘ verliehen [wurde]. Der Antrag auf Verleihung wurde nach diesem Bericht vom Büro von Sozialministerin Eleonore Hostasch gestellt. Unklar ist, welche Verdienste um die Republik Österreich Robert Haider aufweisen kann, ein Mann, der illegales Mitglied der Nationalsozialisten war und daher implizit an der Beseitigung der Ersten Republik mitarbeitete. Außerdem hat er laut NEWS 1934 in Nazi-Uniform gemeinsam mit 20 Kameraden der ‚Österreichischen Legion‘ mehrere Grenzposten in Oberösterreich überfallen, wobei auch ein Gendarm ums Leben kam. Eine Distanzierung von seiner Vergangenheit oder ein Wort der Reue von seiten Robert Haiders diese Vergangenheit betreffend ist öffentlich bis dato nicht bekannt.“